# Premi Nacional d'Investigació Enrique Moles
El Premi Nacional d'Investigació Enrique Moles és un premi de Ciència i tecnologia químiques convocat pel Ministeri d'Educació i Ciència d'Espanya.
El premi es va instaurar en 2001 i pertany juntament amb altres nou premis als Premis Nacionals d'Investigació. La dotació puja a 100.000 €.
L'objectiu de tots aquests premis és el reconeixement dels mèrits de les científics o investigadors espanyols que realitzen «una gran labor destacada en camps científics de rellevància internacional, i que contribueixin a l'avanç de la ciència, al millor coneixement de l'home i la seva convivència, a la transferència de tecnologia i al progrés de la Humanitat».

## Premiats
| Any  | Investigador               | Treball |
| ---- | -------------------------- | --- |
| 2001 | José Joaquín Barluenga Mur | síntesi orgànica, síntesi asimètrica, síntesi orgànica dels complexos dels metalls de transició                                                           |
| 2003 | Manuel Rico Sarompas       | Ressonància magnètica nuclear |
| 2005 | Miguel Valcárcel Cases     | sensors bioquímics de flux continu, fluids supercrítics, reaccions enzimàtiques, nanotubs com a fases estacionàries en l'electroforesi capil·lar          |
| 2007 | Luis Oro Giral             | Química organometàl·lica i Catàlisi homogènia |
| 2009 | Eugenio Coronado Miralles  | Magnetisme molecular |
| 2011 | Ernest Giralt i Lledó      | Disseny, síntesi, modificació controlada i estructura de pèptids i proteïnes, funcionament de proteïnes relacionades amb el desenvolupament del Alzheimer |